# X-301
El Caza Experimental X-301 es una nave espacial en el programa de ciencia ficción de Stargate SG-1. 
El caza X-301 se parece a un planeador de la muerte Goa'uld y un F-117. El X-301 fue el primer esfuerzo de la Tierra para invertir en tecnología Goa'uld. En el diseño original se usaron componentes de dos Planeadores de la muerte que casi mata a sus pasajeros con un programa de destrucción durante el primer vuelo de prueba. Sin embargo, posteriormente se desarrollaron los X-302 y X-303. 
Al contrario que el X-302, el X-301 era poco más que un planeador de la muerte Goa'uld sobre el que se le incorporó tecnología humana. Los ingenieros de la Tierra eran incapaces de entender muchos de sus sistemas (particularmente las armas de energía), obligándoles a quitar o reemplazar cualquier cosa que ellos no pudieran hacer funcionar. Como tal, el X-301 estaba provisto con un par de misiles aire-aire AIM-120 AMRAAM mejorados con Naqahdah y modificados con un modulador de escudo para poder atacar una nave Goa'uld atravesando sus defensas. Los técnicos que analizaron el Planeador de Muerte no descubrieron el dispositivo oculto de llamada a Apophis. Después del rescate de Jack O'Neill y Teal'c, el prototipo de X-301 fue abandonado a favor del X-302.